# (42355) Тифон
(42355) Тифон (42355 Typhon) — небольшой объект рассеянного диска, хотя также может быть классифицирован как кентавр.
26 мая 2002 года объект был включён в каталог малых планет под номером 42355. 9 ноября 2006 года ему официально присвоено имя. Объект назван по имени чудовища Тифона из древнегреческой мифологии.

## Спутник
На снимках телескопа «Хаббл», сделанных 20 января 2006 года, у Тифона был открыт спутник, названный Ехидна (42355 Typhon I Echidna), который обращается на расстоянии около 1,3 тыс. км от основного тела. Диаметр Ехидны составляет 78±8 км.